# Pitcairnia ringens
Pitcairnia ringens är en gräsväxtart som beskrevs av Johann Friedrich Klotzsch. Pitcairnia ringens ingår i släktet Pitcairnia och familjen Bromeliaceae. Inga underarter finns listade i Catalogue of Life.